# Чулунов, Урмат Степанович
Урмат Степанович Чулунов (1980 год) — российский самбист, серебряный призёр чемпионата России по боевому самбо, чемпион Европы, мастер спорта России.

## Спортивные результаты
- Чемпионат России по боевому самбо 2008 года — ;